# 法國國際佛學院

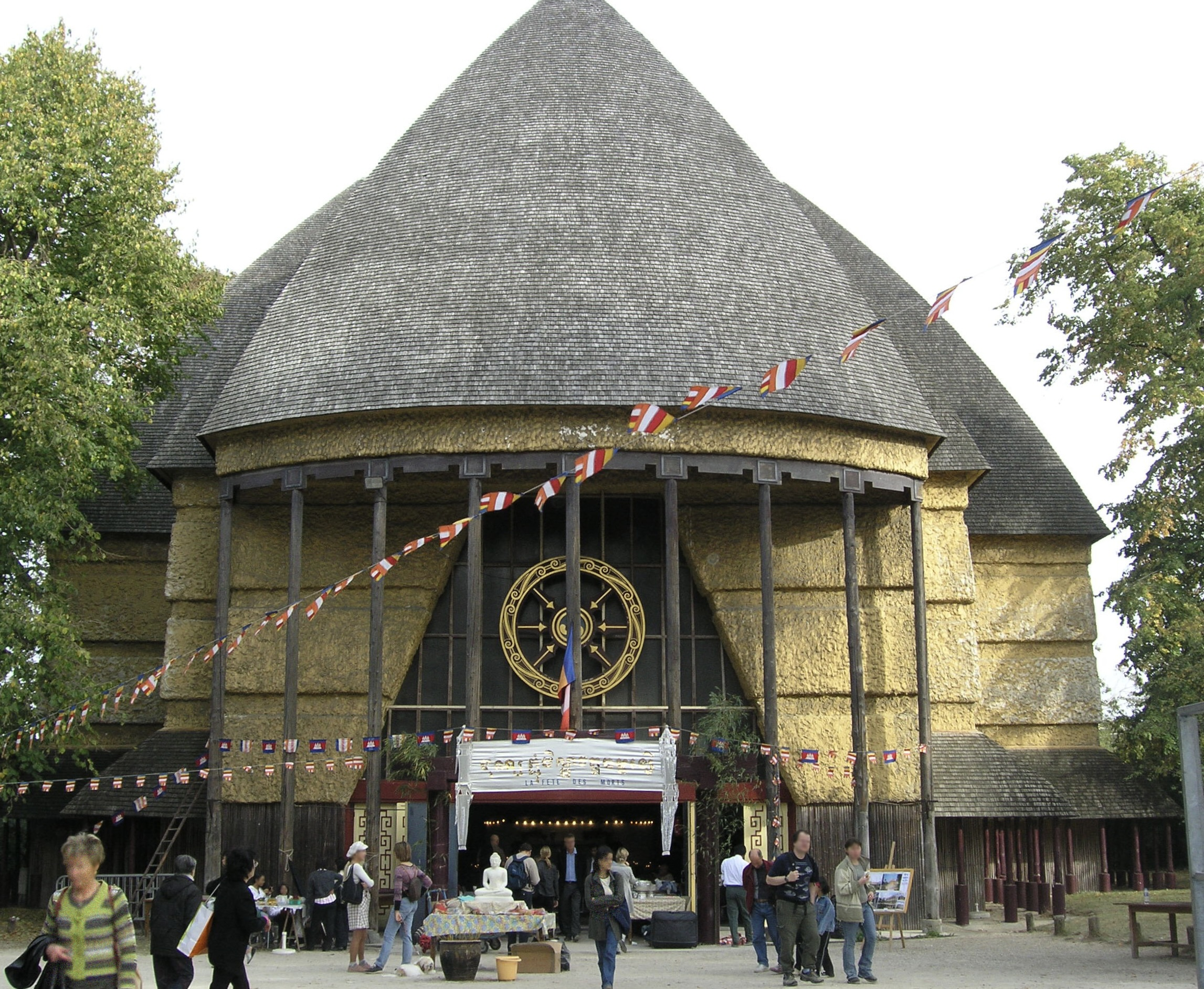
該組織會址---彎賽訥佛寺

法國國際佛學院（法語：L'Institut international bouddhique）是按照法國《1901年結社法》，由政治家让·圣特尼（Jean Sainteny；1907—1978）於1969年成立的民間組織，旨在建立一個能夠接納佛教內部各個宗派人士及信徒的佛教中心，並為亞洲移民及熱愛遠東文化的人士提供一個聚會、交流場所。時至今日，該組織並非真正意義上的佛學院。

## 概论
在該組織的長期斡旋運作下，巴黎市政府於1977年決定將坐落於東部彎賽訥森林的一座建築提供給該學院並成立彎賽訥佛寺，該建築是1931年法國國際殖民地博覽會的多哥和喀麥隆展覽館。
1980年卡盧仁波切一世在該學院弘法期間，跟時任學院秘書長的讓·奧博爾討論了修建法國噶舉中心藏式建築的計劃，該建築就建在彎賽訥佛寺對面，於1985年竣工投入使用。